# Dites-le avec des fleurs (film, 1962)
Pour les articles homonymes, voir Dites-le avec des fleurs.
Pour plus de détails, voir Fiche technique et Distribution.
Dites-le avec des fleurs (Ich bin auch nur eine Frau) est un film ouest-allemand réalisé par Alfred Weidenmann sorti en 1962.

## Synopsis
Le Dr. Lilli König est psychothérapeute. Sa vie amoureuse est un désastre à cause de ses propres peurs et névroses. Lorsqu'un jour une patiente, la jeune Pauline, arrive, elle affirme que son compagnon actuel ne lui convient pas, Lilli tient qu'il vaudrait mieux qu'ils se séparent. Révolté par ce conseil, le compagnon, le célèbre photographe de mode Martin Bohlen, un réputé coureur de jupons, cherche Lilli König et fait semblant d'être un nouveau patient.
Son problème est qu'il serait incapable d'aimer. En réalité, Martin veut user de son charme pour casser le lien entre Pauline et la psychothérapeute et retrouver son orgueil de mâle. Après toutes sortes de complications, elle parvient à changer son patient et ils tombent amoureux.

## Fiche technique
- Titre français : Dites-le avec des fleurs ou Je ne suis qu'une femme[1]
- Titre original : Ich bin auch nur eine Frau
- Réalisation : Alfred Weidenmann
- Scénario : Eberhard Keindorff, Johanna Sibelius
- Musique : Peter Thomas
- Direction artistique : Helmut Nentwig
- Costumes : Hannelore Wessel
- Photographie : Heinz Hölscher
- Son : Clemens Tütsch
- Montage : Walter Wischniewsky
- Production : Horst Wendlandt
- Sociétés de production : Rialto Film
- Société de distribution : Gloria Filmverleih
- Pays d'origine :  Allemagne de l'Ouest
- Langue : allemand
- Format : Couleurs - 1,66:1 - Mono - 35 mm
- Genre : Comédie romantique
- Durée : 89 minutes
- Dates de sortie :
  - Allemagne de l'Ouest : 30 novembre 1962.
  - Danemark : 27 septembre 1963.
  - France : 25 juin 1965[1].

## Distribution
- Maria Schell : Dr. Lilli König
- Paul Hubschmid : Martin Bohlen
- Hans Nielsen : Le psychoatre Dr. Katz
- Anita Höfer (de) : Pauline, l'amie de Martin
- Ingrid van Bergen : Annabella
- Hannelore Auer : Gerda
- Tilly Lauenstein : Mme Starke
- Agnes Windeck : Wanda, la gouvernante
- Hilde Volk : Mme Feldmann
- Frank Glaubrecht (de) : Heinz Feldmann, son fils
- Friedrich Schoenfelder : le majordome